# Квир анархизам
Квир анархизам (или анарха-квир) је анархистичка школа мишљења која заговара анархизам и социјалну револуцију као средство квир ослобађања и укидања хомофобије, лезбофобије, трансмизогиније, бифобије, трансфобије, хетеронормативности, патријархата и родне бинарности. Међу људима који су се залагали за ЛГБТ права и изван и унутар анархистичких и ЛГБТ покрета су Џон Хенри Мекеј, Адолф Бренд и Даниел Гуерин. Индивидуалистички анархиста Адолф Бранд објавио је Der Eigene од 1896. до 1932. године у Берлину, први континуирани часопис посвећен проблемима хомосексуалаца.

## Историја
Анархизам је у први план стављао индивидуалне слободе што је природно довело до одбране, дестигматизације тенденције ка ослобођењу хомосексуалности, како унутар тако и изван анархистичког покрета. У Das Kuriositäten-Kabinett (1923), Емил Зитја је о хомосексуалности написао да „веома многи анархисти имају ову тенденцију. Тако сам у Паризу пронашао мађарског анархисту Александра Сомија, који је на основу ове идеје основао хомосексуалну анархистичку групу “. Његово гледиште потврђује Магнус Хиршфелд у књизи Die Homosexualität des Mannes und des Weibes: „У редовима релативно мале странке, анархистичке, чинило ми се као да се сразмерно више хомосексуалаца и женствених мушкараца налази него у другим странкама“. Италијански анархиста Луиђи Бертони (за кога је Зитја такође веровао да је хомосексуалац) приметио је: „Анархисти захтевају слободу у свему, па тако и у сексуалности. Хомосексуалност доводи до здравог осећаја егоизма, за чим сваки анархиста треба да тежи “.
У есеју „Душа човека под социјализмом “ Оскар Вајлд се страствено залаже за егалитарно друштво у коме сви деле богатство, упозоравајући на опасности ауторитарног социјализма који би сломио индивидуалност. Касније је коментарисао: „Мислим да сам више него социјалиста. Верујем да сам нешто као анархиста“. У августу 1894. године, Вајлд је свом љубавнику лорду Алфреду Дагласу написао да говори о „опасној авантури“. Изашао је на једрење са два дивна дечака - Стефеном и Алфонсом - и затекла их је олуја. „Требало нам је пет сати у ужасној олуји да се вратимо! [А ми] нисмо стигли до пристаништа до једанаест сати ноћу, мрачног скроз до краја и страшног мора.[...] Сви рибари су нас чекали“. Уморни, хладни и „мокри до коже“, тројица мушкараца су одмах  „одлетела до хотела по топао бренди и воду“, али постојао је проблем јер је закон стајао на путу: „Како је прошло десет сати недељом увече власник није могао да нам прода бренди или жестока пића било које врсте! Па је морао да нам га да. Резултат није био незадовољавајући, али какви закони!". Вајлд завршава причу: "И Алфонсо и Стефен су сада анархисти, једва да морам да кажем". 
Писац анархо-синдикализма Улрих Линс писао је о „оштро оцртаној фигури берлинске индивидуалистичке анархистичке културне сцене око 1900. године“, „дрском Јоханесу Холзману“ (познатом као Сена Хои): „присталица слободне љубави, [Хој] је хомосексуалност славио као „шампион културе“ и укључен је у борбу против параграфа 175“. Млади Хој (рођен 1882.) објавио је ове ставове у свом недељном часопису Kampf (Борба) из 1904. која је следеће године достигла тираж од 10.000 комада. Немачки анархистички психотерапеут Ото Грос такође је опширно писао о истополној сексуалности и код мушкараца и код жена и залагао се против њене дискриминације. Хетеросексуални анархист Роберт Рајцел (1849–1898) позитивно је говорио о хомосексуалности од почетка 1890-их у свом часопису на немачком језику Дер арме Теуфел (Детроит).
Џон Хенри Мекеј био је индивидуалистички анархиста, познат у анархистичком покрету као важан рани следбеник и пропагандиста филозофије Макса Штирнера. Поред тога, Мекеј је такође био рани потписник (Магнус) Хиршфелдове „Петиције законодавним телима Немачког царства“ за „ревизију антихомосексуалног параграфа 175 (његово име се појавило на првом списку објављеном 1899. године“). Такође га је посебно занимао Оскар Вајлд и био је огорчен на његово лишавање слободе због хомосексуалних активности. Ипак, Мекеј је ушао у сукоб са Хиршфелдом и његовом организацијом Научни хуманитарни комитет.
За украјинског анархистичког војсковођу Нестора Махна било је познато да користи маскирање као део своје герилске тактике. Његова најчешће претпостављана маскирања подразумевала је шминкање и облачење у жене, како би могао да надгледа непријатељске положаје без откривања.
Истакнута америчка анархисткиња Ема Голдман такође је била отворени критичар предрасуда према хомосексуалцима. Њено уверење да би се социјално ослобођење требало проширити на хомосексуалце и лезбејке било је готово нечувено у то време, чак ни међу анархистима. Као што је Магнус Хиршфелд написао, „била је прва и једина жена, заиста прва и једина Американка која је преузела одбрану хомосексуалне љубави пред широком јавношћу“. У бројним говорима и писмима бранила је право хомосексуалаца и лезбејки да воле како желе и осудила страх и стигму повезану са хомосексуалношћу. Као што је Голдман написао у писму Хиршфелду: „Чини ми се да је трагедија што су људи различитог сексуалног типа ухваћени у свету који показује тако мало разумевања за хомосексуалце и тако је сурово равнодушан према различитим градацијама и варијацијама пола и њихов велики значај у животу “.
Упркос овим ставовима подршке, тадашњи анархистички покрет није био ослобођен хомофобије, а уводни чланак у утицајном шпанском анархистичком часопису из 1935. године тврдио је да анархиста не би смео ни да се дружи са хомосексуалцима, а камоли да буде један: „Ако сте анархиста, то значи да сте морално исправнији и физички јачи од просечног мушкарца. А онај ко воли инверте није прави човек, па самим тим није ни прави анархиста “.
Лусиа Санчез Саорнил била је главни оснивач шпанске анархофеминистичке федерације Мухерес Либрес која је била отворена према томе што је лезбејка. У младим годинама почела је да пише поезију и повезала се са ултраистичким књижевним покретом у настајању. До 1919. објављивана је у разним часописима, укључујући Лос Куијотес, Таблерос, Плурал, Манантиал и Ла Гацета Литерариа . Радећи под мушким књижевним псеудонимом, била је у могућности да истражује лезбејске теме у време када је хомосексуалност била криминализована и подложна цензури и кажњавању. Незадовољан шовинистичким предрасудама колега републиканаца, Лусиа Санчез Саорнил придружила се са две compañeras, Мерцедес Цомапосада и Ампаро Похх и Гаскон, да би 1936. године основале Мухерес Либрес . Мујерес Либрес је била аутономна анархистичка организација за жене посвећена "двострукој борби" за женско ослобођење и социјалну револуцију. Луциа и друге „Слободне жене“ одбациле су доминантно гледиште да ће родна равноправност природно настати из бескласног друштва. Како је шпански грађански рат експлодирао, Мујерес Либрес је брзо нарастао на 30.000 чланова, организујући женске друштвене просторе, школе, новине и програме дневних боравака. 
Списи француског бисексуалног анархисте Даниела Гуерина пружају увид у напетост коју су сексуалне мањине међу левицом често осећале. Био је водећа личност у француској левици од 1930-их до своје смрти 1988. Након каминг аута 1965. године, говорио је о крајњем непријатељству према хомосексуалности које је левицу прожимало током већег дела 20. века. „Не пре толико година, прогласити се револуционаром и признати хомосексуалност били су неспојиви“, написао је Гуерин 1975. Године 1954. Гуерин је био нападнут због своје студије Кинси Репорта у којој је такође детаљно описао угњетавање хомосексуалаца у Француској: „Најоштрије [критике] долазиле су од марксиста, који теже да озбиљно потцене облик угњетавања који је антисексуални тероризам.. Очекивао сам то, наравно, и знао сам да објављујући своју књигу ризикујем да ме нападну они којима се осећам најближе на политичкомпољу“ Наконкамингааута  1965. године, Гуерина су напустили левичари, а његови радови о сексуалном ослобођењу били су цензурисани или одбијени за објављивање у левичарским часописима. Од педесетих година, Гуерин се удаљио од марксизма-лењинизмакаи синтези анархизма и марксизма блиских платформизму, који је омогућавао индивидуализам, одбацујући капитализам. Гуерин је био умешан у протесте маја 1968. године и био је део француског покрета за ослобађање хомосексуалаца који се појавио након догађаја. Деценијама касније, Фредерик Мартел описао је Герина као „деду француског хомосексуалног покрета“.
У међувремену, у Сједињеним Државама, утицајни анархистички мислилац Пол Гудман се каминг аутовао касно у каријери као бисексуалац. Слобода којом је у штампи и у јавности открио своје романтичне и сексуалне односе са мушкарцима (нарочито у позном есеју „Бити квир“) показала се једном од многих важних културних одскочних даски за нови геј ослободилачки покрет раних 1970-их.

## Савремени квир анархизам
Квир анархизам је настао током друге половине 20. века међу анархистима укљученим у покрет за ослобађање хомосексуалаца, који су анархизам доживљавали као пут ка хармонији између хетеросексуалних/цис људи и ЛГБТ особа. Анарха-квир вуче корене дубоко из квиркора, облика панк рока који хомосексуалност приказује на позитиван начин. Као и већина облика панк рока, квиркоре привлачи велику анархистичку гомилу. Анархисти су истакнути у квиркор зинима. Постоје две главне анархијско-квир групе: Квир Мутини, британска група са огранцима у већини већих градова; и Беш Бек!, америчка мрежа квир анархиста. Квир Фист појавио се у Њујорку и представља се као „антиасимилационистичка, антикапиталистичка, антиауторитарна улична акциона група, која се окупила да пружи директну акцију и радикалан квир и транс-идентификовани глас на протестима на Републиканској националној конвенцији (РНЦ)“.
Анарха-феминистички колективи попут шпанског сквота Ескалера Каракола и боливијског Мухерес Креандо дају велику важност лезбејским и бисексуалним женским питањима.
Фег Арми је левичарска квир анархистичка група у Шведској, која је своју прву акцију покренула 18. августа 2014. године када је разбила министра за здравство и социјална питања, лидера демохришћана Горана Хаглунда .